# Книгін Іван Дмитрович
Іван Дмитрович Книгін (7 вересня 1773, с. Сергієвське, Орловська губернія – 1830, м. Харків) – перший професор-анатом Імператорського Харківського університету, родоначальник фізіологічної науки в України, Почесний член Санкт-Петербурзької медико-хірургічної академії та Харківського університету, декан медичного факультету Імператорського Харківського університету (1813, 1816 – 1826 рр.).

## Життєпис
Народився 7 вересня 1773 року в родині священика села. Навчався в Орловській та Севській семінаріях (тут, замість родового прізвища Булгаков, було присвоєно нове – Книгін, «по причине замеченной в нем, еще ребенке, остроте ума и  необыкновенной охоты к наукам». В 1792 році навчався в Московському університеті на філологічному факультеті. З 13 жовтня 1793 року розпочав навчання в Медико-хірургічному училищі при Московському генеральному сухопутному шпиталі. У 1797 році захистив дисертацію «Uleus perforans ventriculi
» («Проривна виразка шлунка»), отримав подяку медичної колегії і звання кандидата медицини .
У листопаді 1797 року, після закінчення училища, Книгін став лікарем і залишився при Московському генеральному шпиталі. Цього ж року почав службу у Кирасирському полку під командуванням генерала Цорна. За представленням проф. П.А.  Загорського, у квітні 1799 року Книгіна було обрано ад’юнкт-професором анатомії та фізіології Санкт-Петербурзької медико-хірургічної академії. Тут Іван Дмитрович брав діяльну участь в організації кафедри та музею нормальної анатомії. 
Активно займався науковою роботою і в 1802 році захистив дисертацію на ступінь доктора медицини «De caloris oeconomia animali usu et praestantia» («Про тваринну економію, користування і перевагу теплоти»). 
У 1803 році отримав відрядження за кордон для ознайомлення з роботою ветеринарних училищ: 4 роки працював у Берліні, Копенгагені, Відні, Парижі та Ліоні.
Повернувшись додому був призначений спочатку головним лікарем Петербурзького гвардійського шпиталю, у листопаді 1807 року — професором ветеринарної науки в Петербурзькому ветеринарному училищі, у 1808 році — професором зоотомії, порівняльної фізіології та «учения о скотских падежах» Санкт-Петербурзької медико-хірургічної академії. Тут працював до 1811 року .
У 1811 році Рада Харківського університету обрала Івана Дмитровича професором кафедри анатомії, фізіології, судової медицини та медичної поліції. Вчений переїхав до Харкова та в серпні почав викладати в університеті. Протягом 18  років обирався деканом медичного факультету і членом Ради університету.
Помер у 1830 році в Харкові.

## Наукова та педагогічна робота
Іван Дмитрович  — перший анатом Харківського університету та один з його перших вітчизняних професорів. Він є родоначальником фізіологічної науки в  Україні, автор першої наукової праці з  фізіології «О дыхании», яку написав у 1813 році, де перший висловив думку про те, що  кисень у  живому організмі переноситься до тканин кров’ю. Вчений був вимогливим педагогом, користувався великим авторитетом і повагою не тільки в університеті, але й у місті .
Під час роботи на кафедрі анатомії, фізіології, судової медицини та медичної поліції Харківського університету Книгін приділяв велику увагу анатомічному музею, який поповнював новими препаратами. Препарати до лекцій виготовлялись у анатомічному театрі. В цей період на кафедрі була введена обов’язкова робота на трупах. Вчений виконував багато доручень: замість проф. Дрейсіга, після його смерті, викладав ще патологію, терапію та  клінічні досліди, був лікарем інституту шляхетних дівчат та  казеннокоштних студентів у  Харківській духовній колегії (без платні).
За наказом міністерства та дорученням факультету, П. М. Шумлянский разом із І. Д. Книгіним у 1814 році склали інструкцію щодо попередження інфекційних захворювань «Краткое наставление, как предохранить себя от прилипчивых болезней простыми общепринятыми средствами» .

## Відзнаки
У 1825 рік -  надано звання заслуженого професора.
1829 рік - почесний член Харківського університету.
Почесний член Санкт-Петербурзької медико-хірургічної академії
Член Московського фізико-медичного товариства .  